# Dandya hannibalii
Dandya hannibalii är en sparrisväxtart som beskrevs av Lee Wayne Lenz. Dandya hannibalii ingår i släktet Dandya, och familjen sparrisväxter. Inga underarter finns listade i Catalogue of Life.